# Hydraena helena
Hydraena helena är en skalbaggsart som beskrevs av Armand D'Orchymont 1929. Hydraena helena ingår i släktet Hydraena och familjen vattenbrynsbaggar. Inga underarter finns listade i Catalogue of Life.